# Campionato mondiale femminile di pallamano 2011
Il campionato mondiale femminile di pallamano 2011 è stato la ventesima edizione del massimo torneo di pallamano per squadre nazionali femminili, organizzato dalla International Handball Federation (IHF). Il torneo si è disputato dal 2 al 18 dicembre 2011 in Brasile in quattro impianti e le finali si sono disputate a San Paolo. Vi hanno preso parte ventiquattro rappresentative nazionali. Il torneo è stato vinto per la seconda volta dalla Norvegia, che in finale ha superato la Francia. La Norvegia è così diventata la seconda squadra nella storia, dopo la Danimarca, a essere detentrice contemporaneamente dei titoli olimpico, mondiale ed europeo.

## Formato
Le ventiquattro nazionali partecipanti sono state suddivise in quattro gironi da sei squadre ciascuno. Le prime quattro classificate accedono alla fase a eliminazione diretta. Le squadre classificate al quinto e sesto posto nel turno preliminare accedono alla Coppa del Presidente, nella quale le quinte classificate si affrontano per i piazzamenti dal diciassettesimo al ventesimo posto, mentre le seste classificate si affrontano per i piazzamenti dal ventunesimo al ventiquattresimo posto. La vincitrice del campionato mondiale viene ammessa direttamente al torneo femminile di pallamano ai Giochi della XXX Olimpiade, mentre le successive sei migliori nazionali, che non si sono ancora qualificate attraverso i rispettivi tornei continentali, vengono ammesse al torneo preolimpico di qualificazione.

## Impianti
Il torneo viene disputato in quattro sedi nello stato brasiliano di San Paolo.
| Ginásio do Ibirapuera Capacità: 11 000  |
| São Bernardo do Campo                   |
| Ginásio Adib Moyses Dib Capacità: 7 000 |
| Santos                                  |
| Arena Santos Capacità: 5 000            |
| Barueri                                 |
| Ginásio José Corrêa Capacità: 5 000     |

## Nazionali partecipanti
| Modalità                         | Posti | Qualificate                                                              |
| -------------------------------- | ----- | ------------------------------------------------------------------------ |
| Nazionale del Paese ospitante    | 1     | Brasile                                                                  |
| Campionato mondiale 2009         | 1     | Russia                                                                   |
| Campionato europeo 2010          | 3     | Norvegia Svezia Romania                                                  |
| Torneo di qualificazione europeo | 8     | Montenegro Paesi Bassi Spagna Francia Croazia Islanda Germania Danimarca |
| Campionato asiatico 2010         | 4     | Kazakistan Corea del Sud Cina Giappone                                   |
| Campionato africano 2010         | 3     | Angola Tunisia Costa d'Avorio                                            |
| Campionato panamericano 2011     | 3     | Argentina Cuba Uruguay                                                   |
| Campionato oceaniano 2011        | 1     | Australia                                                                |

## Turno preliminare

### Girone A
| Pos. | Squadra    | Pt | G | V | N | P | GF  | GS  | DR  |
| ---- | ---------- | -- | - | - | - | - | --- | --- | --- |
| 1.   | Norvegia   | 8  | 5 | 4 | 0 | 1 | 152 | 108 | +44 |
| 2.   | Angola     | 6  | 5 | 3 | 0 | 2 | 129 | 129 | 0   |
| 3.   | Montenegro | 6  | 5 | 3 | 0 | 2 | 143 | 115 | +28 |
| 4.   | Islanda    | 6  | 5 | 3 | 0 | 2 | 109 | 112 | -3  |
| 5.   | Germania   | 4  | 5 | 2 | 0 | 3 | 120 | 126 | -6  |
| 5.   | Cina       | 0  | 5 | 0 | 0 | 5 | 98  | 161 | -63 |

#### Risultati
| Santos 3 dicembre 2011, ore 15:00 UTC-2 | Montenegro | 21 – 22 (10-11) referto | Islanda | Arena Santos |

| Santos 3 dicembre 2011, ore 16:15 UTC-2 | Norvegia | 28 – 31 (14-13) referto | Germania | Arena Santos |

| Santos 3 dicembre 2011, ore 19:30 UTC-2 | Angola | 30 – 29 (10-12) referto | Cina | Arena Santos |

| Santos 4 dicembre 2011, ore 14:30 UTC-2 | Germania | 24 – 25 (10-12) referto | Montenegro | Arena Santos |

| Santos 4 dicembre 2011, ore 17:15 UTC-2 | Cina | 16 – 43 (7-20) referto | Norvegia | Arena Santos |

| Santos 4 dicembre 2011, ore 19:30 UTC-2 | Islanda | 24 – 28 (12-15) referto | Angola | Arena Santos |

| Santos 6 dicembre 2011, ore 15:00 UTC-2 | Montenegro | 28 – 26 (14-13) referto | Angola | Arena Santos |

| Santos 6 dicembre 2011, ore 17:15 UTC-2 | Norvegia | 27 – 14 (14-7) referto | Islanda | Arena Santos |

| Santos 6 dicembre 2011, ore 19:30 UTC-2 | Germania | 23 – 22 (7-12) referto | Cina | Arena Santos |

| Santos 7 dicembre 2011, ore 15:00 UTC-2 | Montenegro | 42 – 15 (19-7) referto | Cina | Arena Santos |

| Santos 7 dicembre 2011, ore 17:15 UTC-2 | Angola | 20 – 26 (10-16) referto | Norvegia | Arena Santos |

| Santos 7 dicembre 2011, ore 19:30 UTC-2 | Islanda | 26 – 20 (13-12) referto | Germania | Arena Santos |

| Santos 9 dicembre 2011, ore 15:00 UTC-2 | Angola | 25 – 22 (14-10) referto | Germania | Arena Santos |

| Santos 9 dicembre 2011, ore 17:15 UTC-2 | Norvegia | 28 – 27 (15-11) referto | Montenegro | Arena Santos |

| Santos 9 dicembre 2011, ore 19:30 UTC-2 | Cina | 16 – 23 (9-12) referto | Islanda | Arena Santos |

### Girone B
| Pos. | Squadra       | Pt | G | V | N | P | GF  | GS  | DR   |
| ---- | ------------- | -- | - | - | - | - | --- | --- | ---- |
| 1.   | Russia        | 10 | 5 | 5 | 0 | 0 | 181 | 99  | +82  |
| 2.   | Spagna        | 8  | 5 | 4 | 0 | 1 | 151 | 108 | +43  |
| 3.   | Corea del Sud | 6  | 5 | 3 | 0 | 2 | 164 | 124 | +40  |
| 4.   | Paesi Bassi   | 4  | 5 | 2 | 0 | 3 | 164 | 142 | +22  |
| 5.   | Kazakistan    | 2  | 5 | 1 | 0 | 4 | 113 | 133 | -20  |
| 6.   | Australia     | 0  | 5 | 0 | 0 | 5 | 52  | 219 | -167 |

#### Risultati
| Barueri 3 dicembre 2011, ore 15:45 UTC-2 | Kazakistan | 37 – 9 (20-6) referto | Australia | Ginásio José Corrêa |

| Barueri 3 dicembre 2011, ore 18:00 UTC-2 | Russia | 39 – 24 (19-13) referto | Corea del Sud | Ginásio José Corrêa |

| Barueri 3 dicembre 2011, ore 20:15 UTC-2 | Paesi Bassi | 27 – 34 (15-18) referto | Spagna | Ginásio José Corrêa |

| Barueri 4 dicembre 2011, ore 15:45 UTC-2 | Corea del Sud | 31 – 19 (16-4) referto | Kazakistan | Ginásio José Corrêa |

| Barueri 4 dicembre 2011, ore 18:00 UTC-2 | Spagna | 22 – 28 (9-14) referto | Russia | Ginásio José Corrêa |

| Barueri 4 dicembre 2011, ore 20:15 UTC-2 | Australia | 15 – 53 (6-27) referto | Paesi Bassi | Ginásio José Corrêa |

| Barueri 6 dicembre 2011, ore 15:45 UTC-2 | Russia | 45 – 8 (21-4) referto | Australia | Ginásio José Corrêa |

| Barueri 6 dicembre 2011, ore 18:00 UTC-2 | Kazakistan | 20 – 32 (8-18) referto | Paesi Bassi | Ginásio José Corrêa |

| Barueri 6 dicembre 2011, ore 20:15 UTC-2 | Corea del Sud | 26 – 29 (12-13) referto | Spagna | Ginásio José Corrêa |

| Barueri 7 dicembre 2011, ore 15:45 UTC-2 | Paesi Bassi | 26 – 35 (10-18) referto | Russia | Ginásio José Corrêa |

| Barueri 7 dicembre 2011, ore 18:00 UTC-2 | Kazakistan | 18 – 27 (8-11) referto | Spagna | Ginásio José Corrêa |

| Barueri 7 dicembre 2011, ore 20:15 UTC-2 | Australia | 11 – 45 (3-24) referto | Corea del Sud | Ginásio José Corrêa |

| Barueri 9 dicembre 2011, ore 15:45 UTC-2 | Spagna | 39 – 9 (18-5) referto | Australia | Ginásio José Corrêa |

| Barueri 9 dicembre 2011, ore 18:00 UTC-2 | Paesi Bassi | 26 – 38 (10-18) referto | Corea del Sud | Ginásio José Corrêa |

| Barueri 9 dicembre 2011, ore 20:15 UTC-2 | Russia | 34 – 19 (13-13) referto | Kazakistan | Ginásio José Corrêa |

### Girone C
| Pos. | Squadra  | Pt | G | V | N | P | GF  | GS  | DR  |
| ---- | -------- | -- | - | - | - | - | --- | --- | --- |
| 1.   | Brasile  | 10 | 5 | 5 | 0 | 0 | 162 | 128 | +34 |
| 2.   | Francia  | 8  | 5 | 4 | 0 | 1 | 165 | 103 | +62 |
| 3.   | Romania  | 5  | 5 | 2 | 1 | 2 | 139 | 155 | -16 |
| 4.   | Giappone | 5  | 5 | 2 | 1 | 2 | 138 | 156 | -18 |
| 5.   | Tunisia  | 2  | 5 | 1 | 0 | 4 | 141 | 150 | -9  |
| 6.   | Cuba     | 0  | 5 | 0 | 0 | 5 | 119 | 172 | -53 |

#### Risultati
| San Paolo 2 dicembre 2011, ore 21:00 UTC-2 | Brasile | 37 – 21 (17-11) referto | Cuba | Ginásio do Ibirapuera |

| San Paolo 3 dicembre 2011, ore 15:00 UTC-2 | Romania | 30 – 28 (14-15) referto | Tunisia | Ginásio do Ibirapuera |

| San Paolo 3 dicembre 2011, ore 17:15 UTC-2 | Francia | 41 – 22 (18-13) referto | Giappone | Ginásio do Ibirapuera |

| San Paolo 5 dicembre 2011, ore 15:00 UTC-2 | Cuba | 27 – 33 (14-20) referto | Romania | Ginásio do Ibirapuera |

| San Paolo 5 dicembre 2011, ore 17:15 UTC-2 | Tunisia | 17 – 25 (9-12) referto | Francia | Ginásio do Ibirapuera |

| San Paolo 5 dicembre 2011, ore 19:45 UTC-2 | Giappone | 24 – 32 (12-16) referto | Brasile | Ginásio do Ibirapuera |

| San Paolo 6 dicembre 2011, ore 15:00 UTC-2 | Tunisia | 32 – 29 (18-11) referto | Cuba | Ginásio do Ibirapuera |

| San Paolo 6 dicembre 2011, ore 17:15 UTC-2 | Romania | 28 – 28 (13-12) referto | Giappone | Ginásio do Ibirapuera |

| San Paolo 6 dicembre 2011, ore 19:45 UTC-2 | Francia | 22 – 26 (17-10) referto | Brasile | Ginásio do Ibirapuera |

| San Paolo 8 dicembre 2011, ore 15:00 UTC-2 | Giappone | 32 – 31 (16-16) referto | Tunisia | Ginásio do Ibirapuera |

| San Paolo 8 dicembre 2011, ore 17:15 UTC-2 | Francia | 38 – 18 (17-8) referto | Cuba | Ginásio do Ibirapuera |

| San Paolo 8 dicembre 2011, ore 19:45 UTC-2 | Brasile | 33 – 28 (14-11) referto | Romania | Ginásio do Ibirapuera |

| San Paolo 9 dicembre 2011, ore 15:00 UTC-2 | Cuba | 24 – 32 (9-16) referto | Giappone | Ginásio do Ibirapuera |

| San Paolo 9 dicembre 2011, ore 17:15 UTC-2 | Romania | 20 – 39 (12-20) referto | Francia | Ginásio do Ibirapuera |

| San Paolo 9 dicembre 2011, ore 19:45 UTC-2 | Brasile | 34 – 33 (16-20) referto | Tunisia | Ginásio do Ibirapuera |

### Girone D
| Pos. | Squadra        | Pt | G | V | N | P | GF  | GS  | DR  |
| ---- | -------------- | -- | - | - | - | - | --- | --- | --- |
| 1.   | Danimarca      | 10 | 5 | 5 | 0 | 0 | 148 | 78  | +70 |
| 2.   | Croazia        | 8  | 5 | 4 | 0 | 1 | 150 | 102 | +48 |
| 3.   | Svezia         | 6  | 5 | 3 | 0 | 2 | 141 | 97  | +44 |
| 4.   | Costa d'Avorio | 4  | 5 | 2 | 0 | 3 | 118 | 145 | -27 |
| 5.   | Uruguay        | 2  | 5 | 1 | 0 | 4 | 82  | 159 | -77 |
| 6.   | Argentina      | 0  | 5 | 0 | 0 | 5 | 77  | 135 | -58 |

#### Risultati
| São Bernardo do Campo 3 dicembre 2011, ore 13:00 UTC-2 | Svezia | 37 – 11 (19-7) referto | Argentina | Ginásio Adib Moyses Dib |

| São Bernardo do Campo 3 dicembre 2011, ore 15:15 UTC-2 | Danimarca | 36 – 10 (20-6) referto | Uruguay | Ginásio Adib Moyses Dib |

| São Bernardo do Campo 3 dicembre 2011, ore 17:30 UTC-2 | Croazia | 36 – 20 (20-10) referto | Costa d'Avorio | Ginásio Adib Moyses Dib |

| São Bernardo do Campo 5 dicembre 2011, ore 15:15 UTC-2 | Costa d'Avorio | 25 – 28 (14-15) referto | Svezia | Ginásio Adib Moyses Dib |

| São Bernardo do Campo 5 dicembre 2011, ore 17:45 UTC-2 | Argentina | 13 – 31 (5-18) referto | Danimarca | Ginásio Adib Moyses Dib |

| São Bernardo do Campo 5 dicembre 2011, ore 20:00 UTC-2 | Uruguay | 15 – 45 (9-21) referto | Croazia | Ginásio Adib Moyses Dib |

| São Bernardo do Campo 6 dicembre 2011, ore 15:15 UTC-2 | Svezia | 31 – 14 (13-7) referto | Uruguay | Ginásio Adib Moyses Dib |

| São Bernardo do Campo 6 dicembre 2011, ore 17:45 UTC-2 | Danimarca | 23 – 19 (10-8) referto | Croazia | Ginásio Adib Moyses Dib |

| São Bernardo do Campo 6 dicembre 2011, ore 20:00 UTC-2 | Argentina | 19 – 25 (8-14) referto | Costa d'Avorio | Ginásio Adib Moyses Dib |

| São Bernardo do Campo 8 dicembre 2011, ore 15:00 UTC-2 | Croazia | 27 – 26 (14-12) referto | Svezia | Ginásio Adib Moyses Dib |

| São Bernardo do Campo 8 dicembre 2011, ore 17:15 UTC-2 | Danimarca | 38 – 17 (22-7) referto | Costa d'Avorio | Ginásio Adib Moyses Dib |

| São Bernardo do Campo 8 dicembre 2011, ore 19:30 UTC-2 | Uruguay | 19 – 16 (11-11) referto | Argentina | Ginásio Adib Moyses Dib |

| São Bernardo do Campo 9 dicembre 2011, ore 15:00 UTC-2 | Costa d'Avorio | 31 – 24 (12-12) referto | Uruguay | Ginásio Adib Moyses Dib |

| São Bernardo do Campo 9 dicembre 2011, ore 17:15 UTC-2 | Svezia | 19 – 20 (8-9) referto | Danimarca | Ginásio Adib Moyses Dib |

| São Bernardo do Campo 9 dicembre 2011, ore 19:30 UTC-2 | Croazia | 23 – 18 (9-11) referto | Argentina | Ginásio Adib Moyses Dib |

## Coppa del Presidente

### Play-off 17º-20º posto
| San Paolo 11 dicembre 2011, ore 11:45 UTC-2 | Germania | 37 – 14 (15-6) referto | Kazakistan | Ginásio do Ibirapuera |

| San Paolo 11 dicembre 2011, ore 14:30 UTC-2 | Tunisia | 34 – 17 (14-10) referto | Uruguay | Ginásio do Ibirapuera |

### Play-off 21º-24º posto
| San Paolo 11 dicembre 2011, ore 17:15 UTC-2 | Cina | 45 – 11 (22-4) referto | Australia | Ginásio do Ibirapuera |

| San Paolo 11 dicembre 2011, ore 19:30 UTC-2 | Cuba | 25 – 20 (12-11) referto | Argentina | Ginásio do Ibirapuera |

### Finale 23º posto
| São Bernardo do Campo 12 dicembre 2011, ore 11:45 UTC-2 | Australia | 12 – 30 (4-12) referto | Argentina | Ginásio Adib Moyses Dib |

### Finale 21º posto
| São Bernardo do Campo 12 dicembre 2011, ore 20:00 UTC-2 | Cina | 30 – 29 (15-13) referto | Cuba | Ginásio Adib Moyses Dib |

### Finale 19º posto
| San Paolo 12 dicembre 2011, ore 11:45 UTC-2 | Kazakistan | 31 – 22 (17-9) referto | Uruguay | Ginásio do Ibirapuera |

### Finale 17º posto
| San Paolo 12 dicembre 2011, ore 17:15 UTC-2 | Germania | 33 – 25 (16-14) referto | Tunisia | Ginásio do Ibirapuera |

## Fase finale
|  | Ottavi di finale | Ottavi di finale |                  |    | Quarti di finale          | Quarti di finale          |                  |                  | Semifinali | Semifinali |  |  | Finale | Finale |
|  |                  |                  |                  |    |                           |                           |                  |                  |            |            |  |  |        |        |
|  | 11 dicembre 2011 |                  |                  |    |                           |                           |                  |                  |            |            |  |  |        |        |
|  |                  |                  |                  |    |                           |                           |                  |                  |            |            |  |  |        |        |
|  | Russia           | 30               |                  |    |                           |                           |                  |                  |            |            |  |  |        |        |
|  | Russia           | 30               | 14 dicembre 2011 |    |                           |                           |                  |                  |            |            |  |  |        |        |
|  | Islanda          | 19               |                  |    |                           |                           |                  |                  |            |            |  |  |        |        |
|  | Islanda          | 19               | Russia           | 23 |                           |                           |                  |                  |            |            |  |  |        |        |
|  | 12 dicembre 2011 |                  | Russia           | 23 |                           |                           |                  |                  |            |            |  |  |        |        |
|  |                  | Francia          | 25               |    |                           |                           |                  |                  |            |            |  |  |        |        |
|  | Svezia           | Francia          | 25               | 23 |                           |                           |                  |                  |            |            |  |  |        |        |
|  | Svezia           |                  | 16 dicembre 2011 | 23 |                           |                           |                  |                  |            |            |  |  |        |        |
|  | Francia          | 26               |                  |    |                           |                           |                  |                  |            |            |  |  |        |        |
|  | Francia          | 26               | Francia          | 28 |                           |                           |                  |                  |            |            |  |  |        |        |
|  | 11 dicembre 2011 |                  | Francia          | 28 |                           |                           |                  |                  |            |            |  |  |        |        |
|  |                  | Danimarca        | 23               |    |                           |                           |                  |                  |            |            |  |  |        |        |
|  | Corea del Sud    | Danimarca        | 23               | 29 |                           |                           |                  |                  |            |            |  |  |        |        |
|  | Corea del Sud    | 14 dicembre 2011 |                  | 29 |                           |                           |                  |                  |            |            |  |  |        |        |
|  | Angola           | 30               |                  |    |                           |                           |                  |                  |            |            |  |  |        |        |
|  | Angola           | 30               | Angola           | 23 |                           |                           |                  |                  |            |            |  |  |        |        |
|  | 12 dicembre 2011 |                  | Angola           | 23 |                           |                           |                  |                  |            |            |  |  |        |        |
|  |                  | Danimarca        | 28               |    |                           |                           |                  |                  |            |            |  |  |        |        |
|  | Danimarca        | Danimarca        | 28               | 23 |                           |                           |                  |                  |            |            |  |  |        |        |
|  | Danimarca        |                  | 18 dicembre 2011 | 23 |                           |                           |                  |                  |            |            |  |  |        |        |
|  | Giappone         | 22               |                  |    |                           |                           |                  |                  |            |            |  |  |        |        |
|  | Giappone         | 22               | Francia          | 24 |                           |                           |                  |                  |            |            |  |  |        |        |
|  | 12 dicembre 2011 |                  | Francia          | 24 |                           |                           |                  |                  |            |            |  |  |        |        |
|  |                  | Norvegia         | 32               |    |                           |                           |                  |                  |            |            |  |  |        |        |
|  | Romania          | Norvegia         | 32               | 27 |                           |                           |                  |                  |            |            |  |  |        |        |
|  | Romania          | 14 dicembre 2011 |                  | 27 |                           |                           |                  |                  |            |            |  |  |        |        |
|  | Croazia          | 28               |                  |    |                           |                           |                  |                  |            |            |  |  |        |        |
|  | Croazia          | 28               | Croazia          | 25 |                           |                           |                  |                  |            |            |  |  |        |        |
|  | 11 dicembre 2011 |                  | Croazia          | 25 |                           |                           |                  |                  |            |            |  |  |        |        |
|  |                  | Norvegia         | 30               |    |                           |                           |                  |                  |            |            |  |  |        |        |
|  | Norvegia         | Norvegia         | 30               | 34 |                           |                           |                  |                  |            |            |  |  |        |        |
|  | Norvegia         |                  | 16 dicembre 2011 | 34 |                           |                           |                  |                  |            |            |  |  |        |        |
|  | Paesi Bassi      | 22               |                  |    |                           |                           |                  |                  |            |            |  |  |        |        |
|  | Paesi Bassi      | 22               | Norvegia         | 30 |                           |                           |                  |                  |            |            |  |  |        |        |
|  | 11 dicembre 2011 |                  | Norvegia         | 30 |                           |                           |                  |                  |            |            |  |  |        |        |
|  |                  | Spagna           | 22               |    | Finale per il terzo posto | Finale per il terzo posto |                  |                  |            |            |  |  |        |        |
|  | Montenegro       | Spagna           | 22               | 19 | Finale per il terzo posto | Finale per il terzo posto |                  |                  |            |            |  |  |        |        |
|  | Montenegro       | 14 dicembre 2011 | 14 dicembre 2011 | 19 |                           |                           | 18 dicembre 2011 | 18 dicembre 2011 |            |            |  |  |        |        |
|  | Spagna           | 14 dicembre 2011 | 14 dicembre 2011 | 23 |                           |                           | 18 dicembre 2011 | 18 dicembre 2011 |            |            |  |  |        |        |
|  | Spagna           | Spagna           | 27               | 23 | Danimarca                 | 18                        |                  |                  |            |            |  |  |        |        |
|  | 12 dicembre 2011 | Spagna           | 27               |    | Danimarca                 | 18                        |                  |                  |            |            |  |  |        |        |
|  |                  | Brasile          | 26               |    | Spagna                    | 24                        |                  |                  |            |            |  |  |        |        |
|  | Brasile          | Brasile          | 26               | 35 | Spagna                    | 24                        |                  |                  |            |            |  |  |        |        |
|  | Brasile          |                  |                  | 35 |                           |                           |                  |                  |            |            |  |  |        |        |
|  | Costa d'Avorio   | 22               |                  |    |                           |                           |                  |                  |            |            |  |  |        |        |
|  | Costa d'Avorio   | 22               |                  |    |                           |                           |                  |                  |            |            |  |  |        |        |

Incontri per il 5º/8º posto
|  | Semifinali 5º/8º posto | Semifinali 5º/8º posto | Semifinali 5º/8º posto |         |        | Finale 5º posto | Finale 5º posto | Finale 5º posto |  |
|  |                        |                        |                        |         |        |                 |                 |                 |  |
|  | Russia                 | Russia                 | 41                     |         |        |                 |                 |                 |  |
|  | Russia                 | Russia                 | 41                     |         |        |                 |                 |                 |  |
|  | Angola                 | Angola                 | 31                     |         |        |                 |                 |                 |  |
|  | Angola                 | Angola                 | 31                     |         | Russia | Russia          | 20              |                 |  |
|  |                        |                        |                        |         | Russia | Russia          | 20              |                 |  |
|  |                        |                        | Brasile                | Brasile | 36     |                 |                 |                 |  |
|  | Croazia                | Croazia                | Brasile                | Brasile | 36     | 31              |                 |                 |  |
|  | Croazia                | Croazia                |                        |         |        | 31              |                 |                 |  |
|  | Brasile                | Brasile                | 32                     |         |        | Finale 7º posto | Finale 7º posto | Finale 7º posto |  |
|  | Brasile                | Brasile                | 32                     |         |        |                 |                 |                 |  |
|  |                        |                        |                        |         |        |                 |                 |                 |  |
|  |                        |                        |                        |         |        | Angola          | Angola          | 29              |  |
|  |                        |                        |                        |         |        | Angola          | Angola          | 29              |  |
|  |                        |                        |                        |         |        | Croazia         | Croazia         | 32              |  |

### Ottavi di finale
| Santos 11 dicembre 2011, ore 14:30 UTC-2 | Corea del Sud | 29 – 30 (13-13) referto | Angola | Arena Santos |

| Barueri 11 dicembre 2011, ore 14:30 UTC-2 | Russia | 30 – 19 (15-12) referto | Islanda | Ginásio José Corrêa |

| Santos 11 dicembre 2011, ore 17:15 UTC-2 | Norvegia | 34 – 22 (15-11) referto | Paesi Bassi | Arena Santos |

| Barueri 11 dicembre 2011, ore 17:15 UTC-2 | Montenegro | 19 – 23 (9-11) referto | Spagna | Ginásio José Corrêa |

| San Paolo 12 dicembre 2011, ore 14:30 UTC-2 | Svezia | 23 – 26 (15-12) referto | Francia | Ginásio do Ibirapuera |

| São Bernardo do Campo 12 dicembre 2011, ore 14:30 UTC-2 | Romania | 27 – 28 (18-15) referto | Croazia | Ginásio Adib Moyses Dib |

| São Bernardo do Campo 12 dicembre 2011, ore 17:15 UTC-2 | Danimarca | 23 – 22 (d.t.s.) (9-11; 19-19) referto | Giappone | Ginásio Adib Moyses Dib |

| San Paolo 12 dicembre 2011, ore 20:00 UTC-2 | Brasile | 35 – 22 (15-8) referto | Costa d'Avorio | Ginásio do Ibirapuera |

### Quarti di finale
| San Paolo 14 dicembre 2011, ore 11:45 UTC-2 | Russia | 23 – 25 (12-13) referto | Francia | Ginásio do Ibirapuera |

| San Paolo 14 dicembre 2011, ore 14:30 UTC-2 | Angola | 23 – 28 (11-15) referto | Danimarca | Ginásio do Ibirapuera |

| San Paolo 14 dicembre 2011, ore 17:15 UTC-2 | Croazia | 25 – 30 (12-16) referto | Norvegia | Ginásio do Ibirapuera |

| San Paolo 14 dicembre 2011, ore 20:00 UTC-2 | Spagna | 27 – 26 (19-17) referto | Brasile | Ginásio do Ibirapuera |

### Play-off 5º-8º posto
| San Paolo 16 dicembre 2011, ore 11:45 UTC-2 | Russia | 41 – 31 (17-18) referto | Angola | Ginásio do Ibirapuera |

| San Paolo 16 dicembre 2011, ore 14:30 UTC-2 | Brasile | 32 – 31 (14-15) referto | Croazia | Ginásio do Ibirapuera |

### Semifinali
| San Paolo 16 dicembre 2011, ore 17:15 UTC-2 | Francia | 28 – 23 (14-12) referto | Danimarca | Ginásio do Ibirapuera |

| San Paolo 16 dicembre 2011, ore 20:00 UTC-2 | Norvegia | 30 – 22 (16-9) referto | Spagna | Ginásio do Ibirapuera |

### Finale 7º posto
| San Paolo 18 dicembre 2011, ore 11:45 UTC-2 | Angola | 29 – 32 (12-14) referto | Croazia | Ginásio do Ibirapuera |

### Finale 5º posto
| San Paolo 18 dicembre 2011, ore 09:00 UTC-2 | Russia | 20 – 36 (11-18) referto | Brasile | Ginásio do Ibirapuera |

### Finale 3º posto
| San Paolo 18 dicembre 2011, ore 14:30 UTC-2 | Danimarca | 18 – 24 (9-9) referto | Spagna | Ginásio do Ibirapuera |

### Finale
| San Paolo 18 dicembre 2011, ore 17:15 UTC-2 | Francia | 24 – 32 (13-19) referto | Norvegia | Ginásio do Ibirapuera |

## Classifica finale
| Pos.    | Nazione        |
| ------- | -------------- |
| Oro     | Norvegia       |
| Argento | Francia        |
| Bronzo  | Spagna         |
| 4       | Danimarca      |
| 5       | Brasile        |
| 6       | Russia         |
| 7       | Croazia        |
| 8       | Angola         |
| 9       | Svezia         |
| 10      | Montenegro     |
| 11      | Corea del Sud  |
| 12      | Islanda        |
| 13      | Romania        |
| 14      | Giappone       |
| 15      | Paesi Bassi    |
| 16      | Costa d'Avorio |
| 17      | Germania       |
| 18      | Tunisia        |
| 19      | Kazakistan     |
| 20      | Uruguay        |
| 21      | Cina           |
| 22      | Cuba           |
| 23      | Argentina      |
| 24      | Australia      |

|  | Qualificata ai Giochi della XXX Olimpiade           |
|  | Qualificata al torneo preolimpico di qualificazione |

## Statistiche

### Classifica marcatrici
Fonte:.
| Pos. | Nome                    | Nazionale  | Reti | Tiri | %   |
| ---- | ----------------------- | ---------- | ---- | ---- | --- |
| 1    | Alexandra do Nascimento | Brasile    | 57   | 78   | 73% |
| 2    | Linn Jørum Sulland      | Norvegia   | 51   | 75   | 68% |
| 3    | Andrea Penezić          | Croazia    | 49   | 77   | 64% |
| 4    | Shio Fujii              | Giappone   | 46   | 72   | 64% |
| 5    | Carmen Martín           | Spagna     | 45   | 57   | 79% |
| 6    | Luísa Kiala             | Angola     | 44   | 87   | 51% |
| 6    | Ėmilija Turej           | Russia     | 44   | 58   | 76% |
| 8    | Heidi Løke              | Norvegia   | 43   | 51   | 84% |
| 9    | Suleiky Gómez           | Cuba       | 42   | 79   | 53% |
| 9    | Xeniya Volnukhina       | Kazakistan | 42   | 63   | 67% |

## Premi individuali
Migliori giocatrici del torneo.
| Ruolo            | Giocatrice     |
| ---------------- | -------------- |
| Portiere         | Chana Masson   |
| Ala sinistra     | Ėmilija Turej  |
| Terzino sinistro | Andrea Penezić |
| Centrale         | Allison Pineau |
| Terzino destro   | Line Jørgensen |
| Ala destra       | Carmen Martín  |
| Pivot            | Heidi Løke     |